# Verwaltungsgemeinschaft Fridolfing
Die Verwaltungsgemeinschaft Fridolfing im oberbayerischen Landkreis Traunstein wurde im Zuge der Gemeindegebietsreform am 1. Mai 1978 gegründet und zum 1. Januar 1980 bereits wieder aufgelöst.
Ihr gehörten die Gemeinden Fridolfing und Kirchanschöring an.
Sitz der Verwaltungsgemeinschaft war Fridolfing.